# Paralomis dofleini
Paralomis dofleini is een tienpotigensoort uit de familie van de Lithodidae. De wetenschappelijke naam van de soort is voor het eerst geldig gepubliceerd in 1911 door Balss.